# Zodion vsevolodi
Zodion vsevolodi är en tvåvingeart som beskrevs av Zimina 1974. Zodion vsevolodi ingår i släktet Zodion och familjen stekelflugor. Inga underarter finns listade i Catalogue of Life.